# Puente de los Suspiros (Lima)
El Puente de los Suspiros es un paso elevado peatonal de madera ubicado en el distrito de Barranco, en la ciudad de Lima, capital del Perú. Es uno de los lugares más turísticos del histórico distrito, y un punto de encuentro para parejas de enamorados.

## Descripción
El puente tuvo originalmente 44 metros de largo. Luego de su destrucción por causa de un incendio provocado en la invasión de las huestes chilenas el 14 de enero de 1881, se reconstruyó con sólo 33 metros de largo, respetando los 3 metros de ancho y 8.5 metros de altura de su estructura original. Une la calle Ayacucho con el acceso a la ermita de Barranco, mientras que, al unir los extremos de la quebrada y salvar una altura de 8.5 metros, por debajo pasa la Bajada de Baños de Barranco (el camino que lleva a las playas del distrito).
Debido a la tradición popular que señalaba al lugar como punto de encuentro de amantes y romances, el puente pasó a llamarse "de los suspiros".

## Historia
El puente fue inaugurado durante la gestión municipal del alcalde Francisco García Monterroso, el 14 de febrero de 1876. Durante la guerra del Pacífico fue destruido por las tropas chilenas de paso por el lugar tras salir victoriosas en la Batalla de Chorrillos el 13 de enero de 1881.
En 1960, la compositora de música criolla Chabuca Granda le dedicó el vals peruano «El puente de los suspiros»; posteriormente el municipio barranquino colocó un monumento a la cantante al lado del puente.
En diciembre de 2014, tras seis meses de trabajos de restauración, el puente fue reabierto al público. La inversión para la obra fue de S/ 10 millones.

## Galería

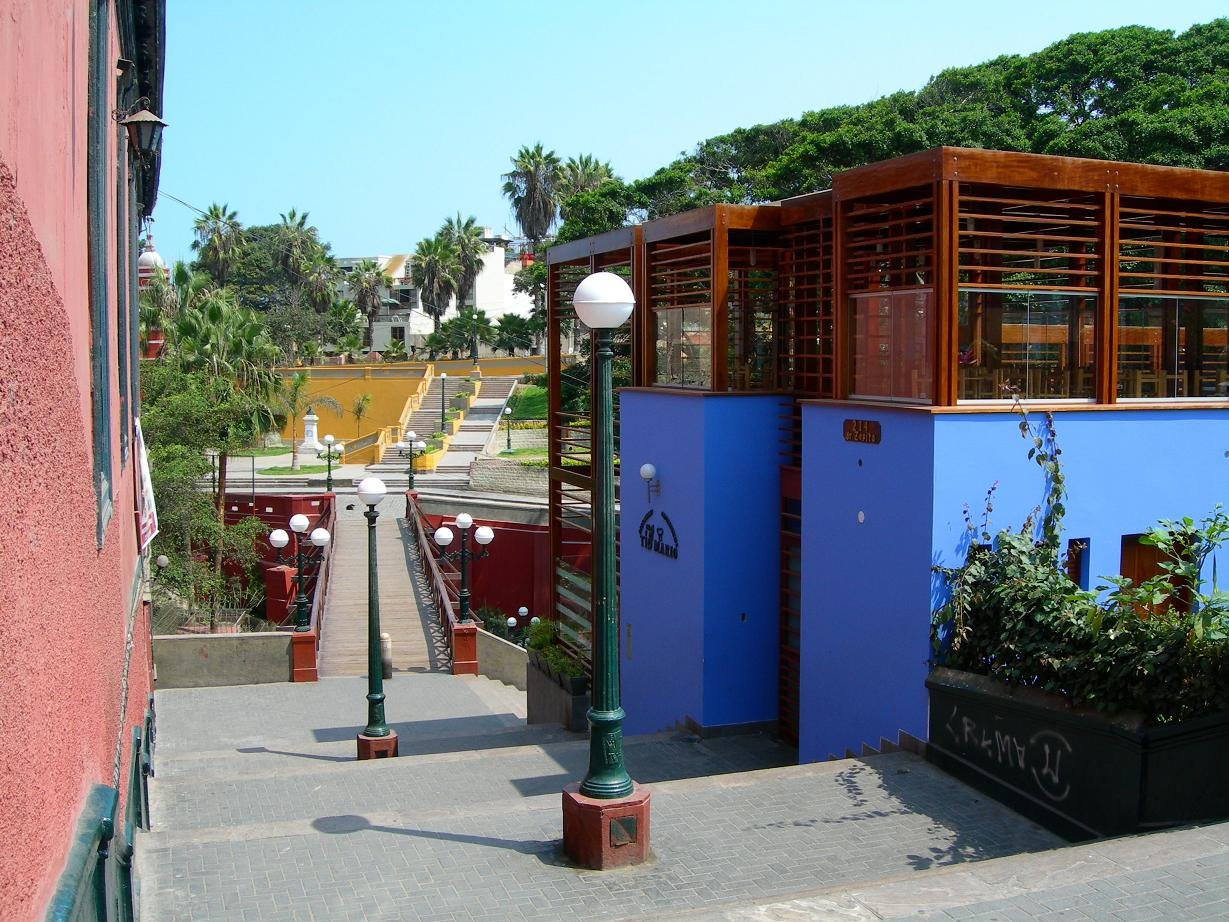
En la Bajada de Baños
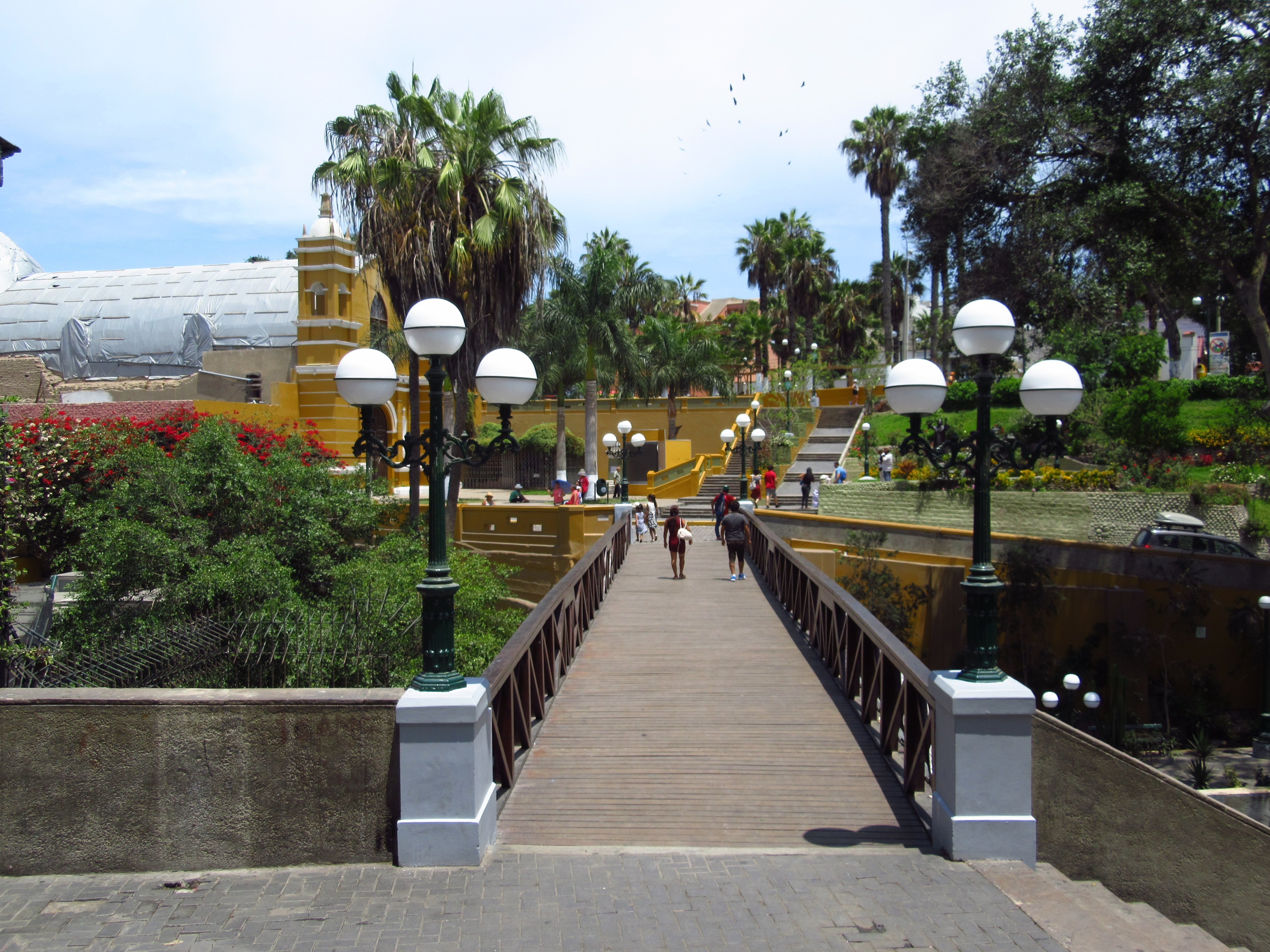
Costado sur
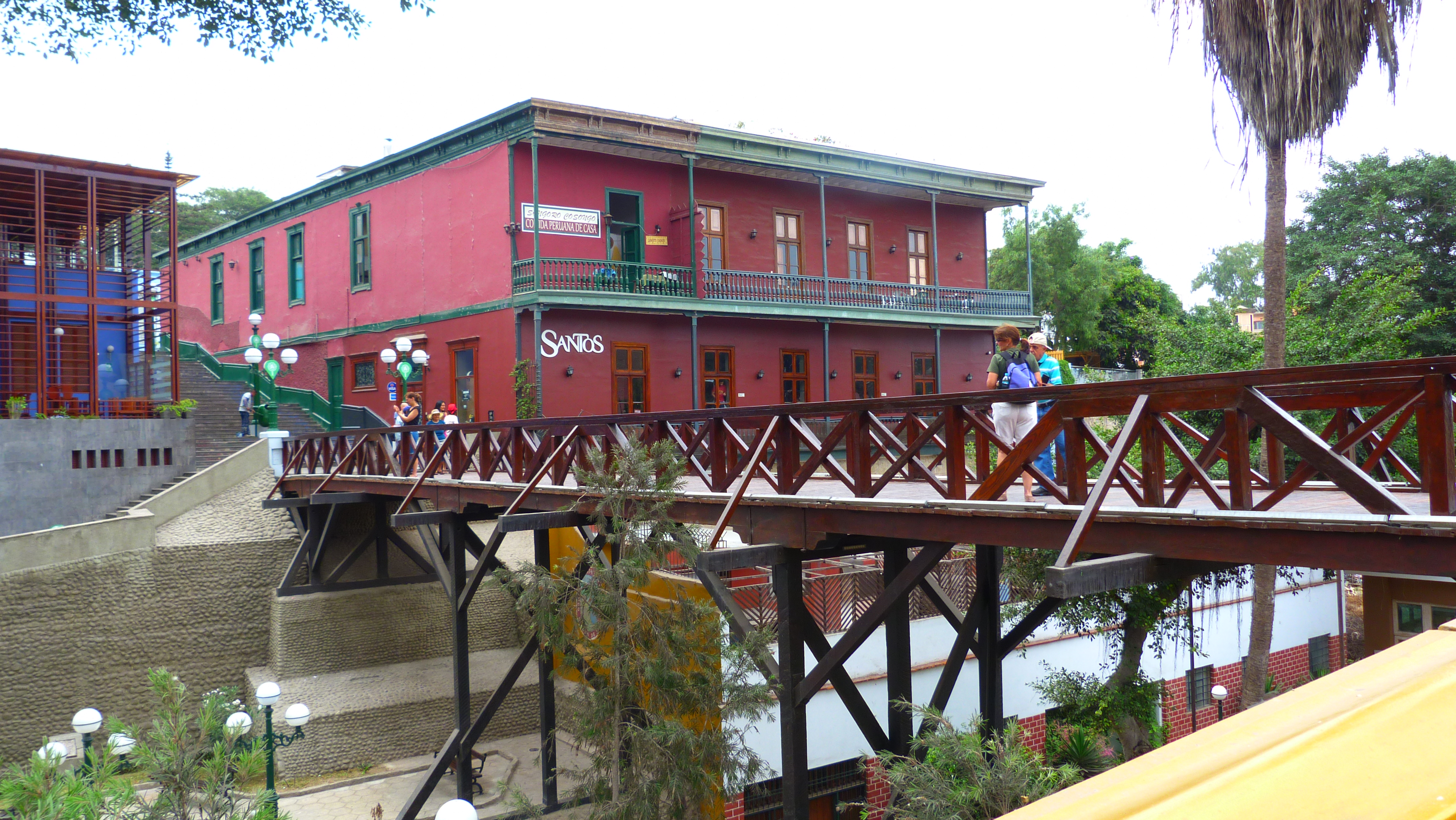
Vista lateral
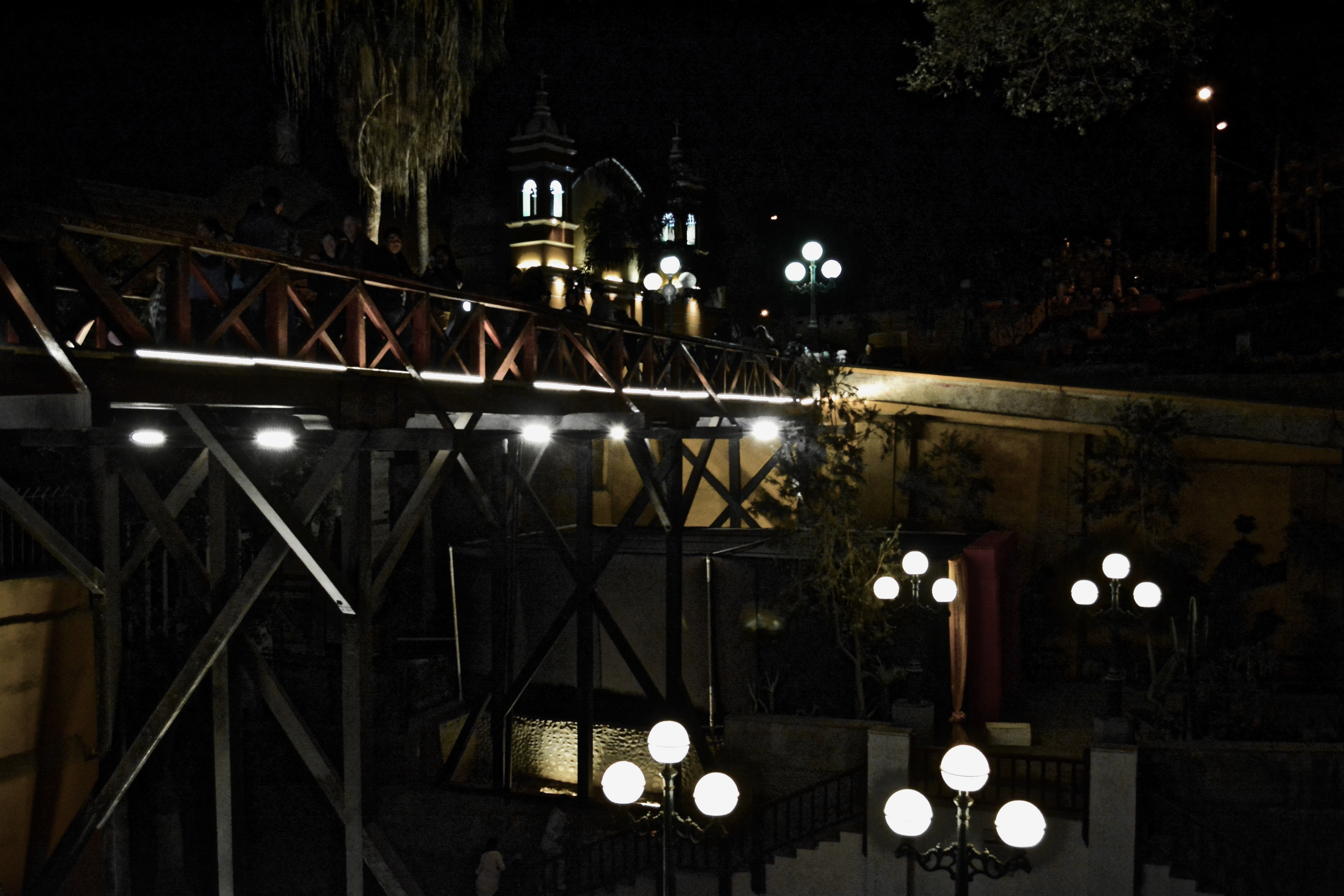
Iluminación nocturna